# Barkchi
Barki Todżik Duszanbe (tadż. Клуби футболи «Барқи Тоҷик» Душанбе) – tadżycki klub piłkarski, mający siedzibę w stolicy kraju, Duszanbe.

## Historia
Chronologia nazw:
- 2006: Energetik Duszanbe (ros. «Энергетик» Душанбе)
- 2015: Barki Todżik Duszanbe (ros. «Барки Тоджик» Душанбе)

Piłkarski klub Energetik został założony w miejscowości Duszanbe w 2006 roku (z taką nazwą w latach 1960–1969 występował w Mistrzostwach ZSRR inny klub ze stolicy Tadżykistanu Pomir Duszanbe).
W 2006 zespół debiutował w rozgrywkach Pierwszej Ligi Tadżykistanu, zdobywając mistrzostwo i awans do Wyższej Ligi Tadżykistanu. W debiutowym 2007 sezonie zajął 9.miejsce w końcowej klasyfikacji. Pierwszy sukces przyszedł w 2008, kiedy to zespół dotarł do finału Puchar Tadżykistanu, jednak przegrał z FK Chodżent. Klub z powodzeniem rozpoczął sezon w 2014 roku i zapowiadało się miejsce w pierwszej trójce, ale przed 6 kolejkami do końca sezonu wycofał się z turnieju z powodu problemów finansowych i w wyniku tego został sklasyfikowany dopiero na siódmej pozycji.
Przed sezonem 2015 klub znalazł nowego sponsora – zamiast sieci energetycznej Duszanbe został Narodowy Konsorcjum Energetyczny „Barki Todżik”. Klub również przyjął nazwę swojego sponsora Barki Todżik Duszanbe.

## Sukcesy

### Trofea międzynarodowe
Nie uczestniczył w rozgrywkach azjatyckich (stan na 31-12-2015).

### Trofea krajowe
| \| \| Zdobyte trofea w rozgrywkach Tadżykistanu (stan na: 31-12-2015) \| |                                                                 |      |          |
| Rozgrywki                                                                | Osiągnięcie                                                     | Razy | Sezon(y) |
| Mistrzostwo                                                              | I miejsce                                                       | 0    |          |
| Mistrzostwo                                                              | II miejsce                                                      | 0    |          |
| Mistrzostwo                                                              | III miejsce                                                     | 0    |          |
| Mistrzostwo                                                              | 4. miejsce                                                      | 1    | 2011     |
| Puchar                                                                   | zdobywca                                                        | 0    |          |
| Puchar                                                                   | finalista                                                       | 1    | 2008     |
| II liga                                                                  | I miejsce                                                       | 1    | 2006     |
| II liga                                                                  | II miejsce                                                      | 0    |          |
| II liga                                                                  | III miejsce                                                     | 0    |          |
| Tadżykistan                                                              | Zdobyte trofea w rozgrywkach Tadżykistanu (stan na: 31-12-2015) |      |          |

## Stadion
Klub rozgrywa swoje mecze domowe na stadionie Pamir w Duszanbe, który może pomieścić 21 400 widzów.

## Piłkarze
Znani piłkarze:
| - Bachtijor Czorijew - Nuriddin Dawronow - Felix Baffoe - / Alexander Frank - Szodibek Gafforow - Suhrob Hamidow - Isomiddin Kurbanow - Safarchon Mirzojew - Tochirżon Muminow | - Ahtam Nazarow - Ibrahim Rabimow - Nizom Rahimow - Abdurasul Rahmanow - Rustam Rizojew - Hasan Rustamow - Samad Szohzuhurow - Aliszer Ulmasow |

## Trenerzy
- 2006–2008:  Tohirdżon Muminow
- 2009–0?.2009:  Hikmat Fuzajlow
- 0?.2009–2010:  Ibodullo Kajumow
- 01.2011–0?.2011:  Ahliddin Turdijew
- 0?.2011–12.2011:  Bahtijor Halimow
- 2012:  Nadżmiddin Tolibow
- 01.2013–0?.2013:  Tohirdżon Muminow
- 0?.2013–12.2013:  Hamid Karimow
- 2014:  Aliszer Tuchtajew
- 2015–...:  Hadi Bargizar